# X3: Reunion
 (mars 2017).
Si vous disposez d'ouvrages ou d'articles de référence ou si vous connaissez des sites web de qualité traitant du thème abordé ici, merci de compléter l'article en donnant les références utiles à sa vérifiabilité et en les liant à la section « Notes et références ».
Pour les articles homonymes, voir X3.
X3: Reunion (stylisé X³: Reunion) est un jeu vidéo de commerce, de gestion et de combat spatial développé par Egosoft et sorti en 2005 sur Linux, Mac OS et Windows. Il a été édité par Deep Silver, Enlight et Valve Corporation. C'est la suite de X: Beyond the Frontier (1999) et X2: The Threat (2003) dont il reprend le principe. Une version Xbox était initialement prévue mais elle a été annulée un peu avant la sortie de la version PC.
Depuis le patch 2.0.01, la protection Starforce a été retirée (la version de Steam ne contenait pas cette protection puisque Steam utilise son propre DRM).
Une suite X3: Terran Conflict est sortie le 17 octobre 2008.

## Système de jeu

### Généralités
Le joueur est quasiment libre dans l'espace dès le début de la partie ; il peut voyager de secteur en secteur, faire du commerce (le jeu comprend un simulateur économique dynamique), devenir producteur en faisant construire des stations spatiales (allant de la simple usine de production de nourriture à l'usine d'armement lourd en passant par les stations commerciales ou de transformation de matière première), mercenaire et remplir des contrats de chasseur de primes ou même devenir un pirate volant les cargaisons en transit et les revendant dans des stations illégales. Chaque action influence l'univers ; commercer toujours le même produit fait baisser son prix de vente dans le secteur, agresser les membres d'une race a des effets négatifs sur vos relations diplomatiques avec eux ainsi que leurs alliés allant jusqu'à l'antipathie pure et simple.
De par la sensation de liberté quasi totale offerte au joueur, la durée de vie du jeu est telle que le millier d'heures de jeu est facilement atteignable. Tout dépend du but que le joueur se fixe.
La progression du jeu se fait en suivant une trame scénaristique scriptée où un fils (que le joueur incarne), du nom de Julian Brennan, doit retrouver son père. Mais cette trame peut complètement être laissée de côté pour s'immerger complètement dans l'immense univers.
La prise en main se fait comme pour un simulateur ; le joueur est mis dès le début au poste de pilotage d'un petit chasseur qu'il peut piloter dans l'espace. Malgré l'absence d'aide significative et une interface relativement austère pour le non initié, X3 se laisse prendre en main au bout de quelques heures et grâce à un manuel utile. Passé cette étape, le joueur peut sortir en combinaison spatiale, par exemple pour entrer dans un autre vaisseau laissé à l'abandon, naviguer entre les stations (pour livrer des ressources, conduire quelqu'un à une autre station, commercer...) ou s'improviser défenseur occasionnel d'un secteur contre les pirates (on peut même récupérer la marchandise, légale ou non, d'un vaisseau abattu si cette dernière a survécu à l'explosion). Par le biais de menus et de nombreux raccourcis clavier, après l'installation des logiciels adaptés, il peut mettre son vaisseau en pilote automatique, piloter d'autres vaisseaux ou stations spatiales à distance, gérer leurs stocks, communiquer avec les stations spatiales et les vaisseaux amicaux aux alentours, faire commercer ses propres vaisseaux / stations, organiser des patrouilles etc., et effectuer d'autres actions automatisées (dont le déclenchement est géré par le joueur) spécifiques.

### Modes de jeu
X3 propose, au moment de la création d'une nouvelle partie, le choix entre plusieurs scénarios de base, avec ou sans la trame originale, et les échelons de difficulté qui vont avec.

#### Avec la trame scénaristique
- En mode « normal », le joueur n'a que 1 000 crédits en poche et un vaisseau de chasse moyennement équipé en extensions (cargaison, moteur, direction), d'armement, de boucliers et de logiciels.
- En mode « démarrage rapide », il part avec 100 000 crédits, un chasseur tout équipé et un cargo. À lui de faire fructifier ce capital (au début, le joueur devra faire quelques tâches répétitives et simples, telles que livrer des ressources / en négocier, déposer un client sur telle station ...). Une fois les premiers bénéfices engrangés, il peut acheter d'autres vaisseaux : des cargos, d'autres chasseurs, des croiseurs ou même des stations spatiales (mine, centrale solaire, chantier de construction...).
- En mode « X-TREM », la difficulté sera élevée et le joueur n'est tranquille nulle part.

La trame principale du jeu est activée pour ces trois modes de jeu (le joueur suivra le scénario mis en place par les développeurs et bénéficiera d'événements propres au scénario, mais rien ne l'empêche, entre deux missions, de s'occuper de son affaire, naviguer librement dans l'espace etc.).

#### Sans la trame scénaristique
Il existe aussi trois autres modes de jeu où la trame principale est désactivée : explorateur, marchand et mercenaire.
- En « explorateur », le joueur démarre avec 12 000 crédits et un vaisseau d'exploration rapide.
- En « marchand », le joueur commence avec 9 500 crédits, un vaisseau d'exploration rapide et un vaisseau de transport, juste ce qu'il faut pour commencer une mini entreprise.
- En mode « assassin ruiné », le joueur ne démarre qu'avec son vaisseau de base (un vaisseau lourd tout de même) et 0 crédit.

La difficulté va de normale à élevée dans ces trois modes.
Dans le mode « custom game », le joueur démarre avec 1 000 crédits, un vaisseau de base avec le minimum d'améliorations. Le joueur crée sa propre histoire, sans contrainte de scénario, et évolue de lui-même, au « flair » (en acceptant les petites annonces dans les stations au début, puis en épaulant - ou pas - les forces de police dans leur lutte contre le crime, etc.). Il n'est pas possible d'avoir accès aux missions Bala Gi, donc à de nombreux vaisseaux et options dans ce mode de jeu, contrairement aux modes déjà disponibles (explorateur, marchand, etc.). Ce mode de jeu est le plus libre puisqu'on peut choisir son alignement et bâtir son empire de ses propres mains.

## Scripts et mods
X3 : Reunion autorise la création de scripts et de mods par les fans de la communauté, permettant de modifier sensiblement le gameplay, le comportement de l'IA, le contenu, et en ajouter (nouveaux vaisseaux par exemple). La plupart des scripts ou mods peuvent être trouvés via le forum officiel.

## Accueil
Le jeu est cité dans Les 1001 jeux vidéo auxquels il faut avoir joué dans sa vie.
- Jeuxvideo.com : 15/20[2]
- Gamekult : 7/10[3]